# Melanotaenia parva
Melanotaenia parva Allen, 1990, conosciuto comunemente come pesce arcobaleno del lago Kuromai è un pesce d'acqua dolce appartenente alla famiglia Melanotaeniidae.

## Distribuzione e habitat
Questa specie è endemica nelle acque dolci del lago Kuromai, nella penisola di Vogelkop, in Indonesia.